# Athlétisme aux Jeux mondiaux militaires d'été de 2011
Navigation
Édition précédente Édition suivante
Les compétitions d'athlétisme des 5es Jeux mondiaux militaires ont eu lieu à Rio de Janeiro au Brésil du 17 au 23 juillet 2011. 

## Résultats

### Hommes
| Épreuve           | Or                                                                          | Or                | Argent                                                                       | Argent         | Bronze                                                                            | Bronze           |
| ----------------- | --------------------------------------------------------------------------- | ----------------- | ---------------------------------------------------------------------------- | -------------- | --------------------------------------------------------------------------------- | ---------------- |
| 100 m             | Femi Seun Ogunode Qatar                                                     | 10 s 07 CR        | Aziz Ouhadi Maroc                                                            | 10 s 17 SB     | Nilson André Brésil                                                               | 10 s 34          |
| 200 m             | Femi Seun Ogunode Qatar                                                     | 20 s 46 CR        | Aziz Ouhadi Maroc                                                            | 20 s 62        | Yoel Tapia République dominicaine                                                 | 20 s 88 SB       |
| 400 m             | Sajjad Hashemi Iran                                                         | 45 s 81 NR        | Mark Mutai Kenya                                                             | 45 s 91 SB     | Arismendy Peguero République dominicaine                                          | 45 s 95 SB       |
| 800 m             | Marcin Lewandowski Pologne                                                  | 1 min 45 s 77     | Jackson Kivuva Kenya                                                         | 1 min 45 s 93  | Geoffrey Matum Kenya                                                              | 1 min 45 s 94 SB |
| 1 500 m           | Gideon Gathimba Kenya                                                       | 3 min 40 s 62     | Mohamed Moustaoui Maroc                                                      | 3 min 41 s 04  | Imad Touil Algérie                                                                | 3 min 41 s 24    |
| 5 000 m           | Mark Kiptoo Kenya                                                           | 13 min 06 s 17 CR | Vincent Kiprop Kenya                                                         | 13 min 06 s 31 | Bilisuma Gelassa Bahreïn                                                          | 13 min 06 s 73   |
| 10 000 m          | Josphat Kiprono Menjo Kenya                                                 | 28 min 36 s 92    | Ali Hasan Mahboob Bahreïn                                                    | 28 min 37 s 08 | Kiplimo Kimutai Kenya                                                             | 28 min 45 s 27   |
| Marathon          | Patrick Tambwe France                                                       | 2 h 18 min 17     | Rachid Ghamnoumi France                                                      | 2 h 18 min 43  | Paul Kosgei Kenya                                                                 | 2 h 20 min 43    |
| 110 m haies       | Dominik Bochenek Pologne                                                    | 13 s 74           | Ji Wei Chine                                                                 | 13 s 81        | Mariusz Kubaszewski Pologne                                                       | 13 s 87          |
| 400 m haies       | Raphael Fernandes Brésil                                                    | 50 s 50 SB        | Víctor Solarte Venezuela                                                     | 50 s 60 SB     | Leonardo Capotosti Italie                                                         | 50 s 86          |
| 3000 m steeple    | Simon Ayeko Ouganda                                                         | 8 min 29 s 39     | Abdelkader Hachlaf Maroc                                                     | 8 min 29 s 43  | Abubaker Ali Kamal Qatar                                                          | 8 min 30 s 71    |
| Saut en hauteur   | Mutaz Barshim Qatar                                                         | 2,29 m CR         | Yuriy Krymarenko Ukraine                                                     | 2,23           | Dmytro Dem'yanyuk Ukraine                                                         | 2,20             |
| Saut à la perche  | Paweł Wojciechowski Pologne                                                 | 5,81 m CR         | Łukasz Michalski Pologne                                                     | 5,65 m         | Fábio Gomes da Silva Brésil                                                       | 5,60 m           |
| Saut en longueur  | Yu Zhenwei Chine                                                            | 8,05 m SB         | Zhang Xiaoyi Chine                                                           | 7,90 m         | Víctor Castillo Venezuela                                                         | 7,81 m SB        |
| Triple saut       | Jefferson Sabino Brésil                                                     | 16,89 m SB        | Issam Nima Algérie                                                           | 16,49 m        | Dzmitry Dziatsuk Biélorussie                                                      | 16,38 m          |
| Lancer du poids   | Andriy Semenov Ukraine                                                      | 20,02 m           | Candy Arnd Bauer Allemagne                                                   | 19,14 m        | Andrei Siniakou Biélorussie                                                       | 18,10 m          |
| Lancer du disque  | Mahmoud Samimi Iran                                                         | 61,36 m           | Rashid Al-Dosari Qatar                                                       | 61,21 m        | Musab Momani Jordanie                                                             | 60,97 m          |
| Lancer du javelot | Ari Mannio Finlande                                                         | 82,48 m           | Spyridon Lempessis Grèce                                                     | 76,35 m        | Matija Kranjc Slovénie                                                            | 74,71m           |
| 4 × 100 m         | Brésil Vicente de Lima Ailson Feitosa Basílio Morais Junior Nilson André    | 39 s 53           | Pologne Grzegorz Zimniewicz Kamil Masztak Robert Kubaczyk Marcin Marciniszyn | 39 s 63        | Sri Lanka Shareef Safran Ranil Jayawaradena Gihan Chamara Shehan Ambepitiya       | 40 s 02          |
| 4 × 400 m         | Pologne Piotr Klimczak Daniel Dąbrowski Kacper Kozłowski Marcin Marciniszyn | 3 min 04 s 55     | Kenya Kipkemboi Soi Jonathan Kibet Geoffrey Matum Mark Mutai                 | 3 min 07 s 87  | Inde Riju Kallammarukunnal Premanand Jayakumar Mortaja Shake Kunhu Puthenpurakkal | 3 min 08 s 31    |

Records et Performances
- AR : Record continental (area record)
- CR : Record des championnats (championship record)
- MR : Record du meeting (meet record)
- NR : Record national (national record)
- OR : Record olympique (olympic record)
- PR : Record paralympique (paralympic record)
- PB : Record personnel (personal best)
- SB : Meilleure performance personnelle de la saison (season's best)
- WL : Meilleure performance mondiale de l'année (world leader)
- WJR : Record du monde junior (world junior record)
- WR : Record du monde (world record)

Circonstances et Conditions
- DNF : N'a pas terminé (did not finish)
- DNS : N'a pas pris le départ (did not start)
- DQ : Disqualification (disqualification)
- NM : Aucun essai valable enregistré (No Mark)
- Q : Qualifié « directement » au prochain tour (ou à la prochaine compétition), lors d'une compétition majeure, grâce au classement ou à la réalisation des minima (automatic qualifier)
- q : Qualifié au prochain tour (ou à la prochaine compétition), lors d'une compétition majeure, grâce au repêchage ou à la réalisation de l'une des meilleures performances parmi celles des « non qualifiés directement » (grâce au meilleur temps ou à la meilleure distance par exemple) (secondary qualifier)

### Femmes
| Épreuve           | Or                                                                     | Or             | Argent                                                                                 | Argent           | Bronze                                                                                 | Bronze           |
| ----------------- | ---------------------------------------------------------------------- | -------------- | -------------------------------------------------------------------------------------- | ---------------- | -------------------------------------------------------------------------------------- | ---------------- |
| 100 m             | Mariya Ryemyen Ukraine                                                 | 11 s 34        | Ana Cláudia Silva Brésil                                                               | 11 s 37          | Olesya Povh Ukraine                                                                    | 11 s 49          |
| 200 m             | Ana Cláudia Silva Brésil                                               | 23 s 01 CR     | Mariya Ryemyen Ukraine                                                                 | 23 s 27          | Olesya Povh Ukraine                                                                    | 23 s 40          |
| 400 m             | Geisa Coutinho Brésil                                                  | 51 s 08 CR     | Jaílma de Lima Brésil                                                                  | 51 s 77          | Libania Grenot Italie                                                                  | 52 s 43          |
| 800 m             | Maryna Arzamasava Biélorussie                                          | 2 min 01 s 39  | Margarita Matsko Kazakhstan                                                            | 2 min 01 s 83 SB | Hellen Obiri Kenya                                                                     | 2 min 01 s 86    |
| 1 500 m           | Nancy Langat Kenya                                                     | 4 min 15 s 42  | Denise Krebs Allemagne                                                                 | 4 min 15 s 87    | Geneb Regasa Bahreïn                                                                   | 4 min 16 s 31    |
| 5 000 m           | Shitaye Habtegebrel Bahreïn                                            | 15 min 52 s 84 | Tejitu Chalchissa Bahreïn                                                              | 15 min 54 s 51   | Rebecca Cheptegei Ouganda                                                              | 16 min 00 s 26   |
| 10 000 m          | Doris Changeywo Kenya                                                  | 33 min 38 s 93 | Lineth Chepkurui Kenya                                                                 | 33 min 39 s 13   | Kareema Saleh Jasim Bahreïn                                                            | 33 min 45 s 34   |
| Marathon          | Kim Kum-Ok Corée du Nord                                               | 2 h 35 min 22  | Wei Yanan Chine                                                                        | 2 h 36 min 19    | Helalia Johannes Namibie                                                               | 2 h 37 min 15    |
| 100 m haies       | Alina Talay Biélorussie                                                | 12 s 95 CR     | Veronica Borsi Italie                                                                  | 13 s 08 PB       | Ekaterina Poplavskaya Biélorussie                                                      | 13 s 12 SB       |
| 3 000 m steeple   | Mercy Wanjiku Kenya                                                    | 9 min 36 s 92  | Irini Kokkinariou Grèce                                                                | 9 min 39 s 53 SB | Salima El Ouali Alami Maroc                                                            | 9 min 42 s 51 PB |
| Saut en longueur  | Keila Costa Brésil                                                     | 6,41 m SB      | Vanessa Seles Brésil                                                                   | 6,28 m SB        | Ruslana Tsykhotska Ukraine                                                             | 6,23 m           |
| Triple saut       | Simona La Mantia Italie                                                | 14,19 m        | Keila Costa Brésil                                                                     | 14,11 m SB       | Ruslana Tsykhotska Ukraine                                                             | 14,05 m          |
| Lancer du marteau | Zhang Wenxiu Chine                                                     | 74,29 m CR     | Nataliya Zolotukhina Ukraine                                                           | 67,93 m          | Rosa Rodríguez Venezuela                                                               | 67,16 m          |
| 4 × 100 m         | Brésil Geisa Coutinho Vanda Gomes Ana Cláudia Silva Franciela Krasucki | 43 s 73 CR     | Pologne Marika Popowicz Daria Korczyńska Marta Jeschke Ewelina Ptak                    | 44 s 35          | Ukraine Yevheniya Snihur Olena Chebanu Mariya Ryemyen Olesya Povh                      | 45 s 00          |
| 4 × 400 m         | Brésil Vanda Gomes Christiane dos Santos Geisa Coutinho Jaílma de Lima | 3 min 32 s 42  | République dominicaine Raisa Sánchez Margarita Manzueta Marlenis Veras Yolanda Valerio | 3 min 38 s 75    | Sri Lanka Menaka Wickramasinghe Champika Dilrukshi Sva Kusumawathi Chandrika Subashini | 3 min 44 s 32    |

Records et Performances
- AR : Record continental (area record)
- CR : Record des championnats (championship record)
- MR : Record du meeting (meet record)
- NR : Record national (national record)
- OR : Record olympique (olympic record)
- PR : Record paralympique (paralympic record)
- PB : Record personnel (personal best)
- SB : Meilleure performance personnelle de la saison (season's best)
- WL : Meilleure performance mondiale de l'année (world leader)
- WJR : Record du monde junior (world junior record)
- WR : Record du monde (world record)

Circonstances et Conditions
- DNF : N'a pas terminé (did not finish)
- DNS : N'a pas pris le départ (did not start)
- DQ : Disqualification (disqualification)
- NM : Aucun essai valable enregistré (No Mark)
- Q : Qualifié « directement » au prochain tour (ou à la prochaine compétition), lors d'une compétition majeure, grâce au classement ou à la réalisation des minima (automatic qualifier)
- q : Qualifié au prochain tour (ou à la prochaine compétition), lors d'une compétition majeure, grâce au repêchage ou à la réalisation de l'une des meilleures performances parmi celles des « non qualifiés directement » (grâce au meilleur temps ou à la meilleure distance par exemple) (secondary qualifier)

### Tableau des médailles
| Rang  | Nation                 | Or | Argent | Bronze | Total |
| ----- | ---------------------- | -- | ------ | ------ | ----- |
| 1     | Brésil                 | 8  | 3      | 3      | 14    |
| 2     | Kenya                  | 6  | 5      | 4      | 15    |
| 3     | Pologne                | 4  | 3      | 1      | 8     |
| 4     | Qatar                  | 3  | 1      | 1      | 5     |
| 5     | Ukraine                | 2  | 3      | 6      | 11    |
| 6     | Chine                  | 2  | 3      | 0      | 5     |
| 7     | Biélorussie            | 2  | 0      | 3      | 5     |
| 8     | Iran                   | 2  | 0      | 0      | 2     |
| 9     | Bahreïn                | 1  | 2      | 3      | 6     |
| 10    | Italie                 | 1  | 1      | 1      | 3     |
| 11    | France                 | 1  | 1      | 0      | 2     |
| 12    | Ouganda                | 1  | 0      | 1      | 2     |
| 13=   | Finlande               | 1  | 0      | 0      | 1     |
| 13=   | Corée du Nord          | 1  | 0      | 0      | 1     |
| 15    | Maroc                  | 0  | 4      | 1      | 5     |
| 16=   | Allemagne              | 0  | 2      | 0      | 2     |
| 16=   | Grèce                  | 0  | 2      | 0      | 2     |
| 16=   | Kazakhstan             | 0  | 2      | 0      | 2     |
| 19=   | République dominicaine | 0  | 1      | 2      | 3     |
| 19=   | Venezuela              | 0  | 1      | 2      | 3     |
| 21    | Algérie                | 0  | 1      | 1      | 2     |
| 22    | Sri Lanka              | 0  | 0      | 2      | 2     |
| 23=   | Inde                   | 0  | 0      | 1      | 1     |
| 23=   | Jordanie               | 0  | 0      | 1      | 1     |
| 23=   | Namibie                | 0  | 0      | 1      | 1     |
| 23=   | Slovénie               | 0  | 0      | 1      | 1     |
| Total | Total                  | 35 | 35     | 35     | 105   |